# Фотодинамичка терапија
Фотодинамичка терапија (PDT,фотохемотерапија) је форма фототерапије која користи нетоксична, на светлост сензитивна једињења, која се селективно излажу светлости, након чега она постају токсична за циљне малигне и друге оболеле ћелије. Потврђено је да ПДТ има способност убијања ћелија микроба, укључујћи бактерије, гливе и вирусе. Популарна је примена ПДТ у третману акни. Она налази клиничку примену у третирању широког опсега медицинксих обољења, укључујући старосну макуларну дегенерацију и малигне канцере, 
и сматра се терапеутском стратегији са која је минимално инвазивна и токсична.
Већина модерних ПДТ примена обухвата три кључне компоненте: фотосензитизер, извор светлости и кисеоник ткива. Комбинација ове три компоненте доводи до хемијске деструкције било којег ткива које је било селективно апсорбовало фотосензитизер или је локално изложено светлости. Таласна дужина светлости треба да буде подесна за побуђивање фотосензитизера да би се произвеле реактивне врсте кисеоника. Те реактивне врсте кисеоника генерисане путем ПДТ су слободни радикали (Тип И ПДТ) генерисани путем апсорпције електрона или трансфера са молекула супстрата и високо реактивног стања кисеоника познатог као синглетни кисеоник (Тип II PDT). За разумевање ПДТ механизма важно је разликовати га од других ласерских терапија, као што је ласерко зарастање рана и рејувенација, или уклањања длака интензивним пулсирајућим светлом, које не користе фотосензитизер.

## Literatura
- Dolmans, D. E.; Fukumura, D.; Jain, R. K. (2003). „Photodynamic therapy for cancer”. Nature Reviews Cancer. 3 (5): 380—387.
- Wilson BC (2002). „Photodynamic therapy for cancer: principles”. Canadian Journal of Gastroenterology. 16 (6): 393—396.
- Vrouenraets MB, Visser GW, Snow GB, van Dongen GA. Basic principles, applications in oncology and improved selectivity of photodynamic therapy. Anticancer Research 2003; 23(1B):505–522.
- Dougherty, T. J.; Gomer, C. J.; Henderson, B. W.;  . (1998). „Photodynamic therapy”. Journal of the National Cancer Institute. 90 (12): 889—905.
- Gudgin Dickson EF, Goyan RL, Pottier RH (2002). „New directions in photodynamic therapy”. Cellular and Molecular Biology. 48 (8): 939—954.
- Capella, M. A.; Capella, L. S. (2003). „A light in multidrug resistance: photodynamic treatment of multidrug-resistant tumors”. Journal of Biomedical Science. 10 (4): 361—366.